# Cindy Sampson
Cindy Marie Sampson (Halifax, 27 maggio 1978) è un'attrice canadese.

## Biografia
Dopo ad aver preso parte al film TV Doppia vita, doppia morte nel ruolo di Zoe Ravena, i ruoli maggiori che ha avuto Cindy Sampson sono per aver partecipato al film The Shrine nel ruolo di Carmen e per il ruolo ricorrente di Lisa Braeden, amica di letto di lunga data di Dean Winchester nella serie televisiva di successo Supernatural. Tra il 2015 e il 2016 partecipa alle serie televisive Rogue e The Art of More. Uscendo da queste ultime serie, dal 2016 al 2021 è stata protagonista con Jason Priestley della serie canadese Private Eyes.

## Filmografia

### Cinema
- Riches, regia di Ingrid Sinclair (2001)
- Slug, regia di Joanne Kerrigan (2001)
- Mama Africa, regia di Ingrid Sinclair (2002)
- Lift-Off, regia di Michael Melski (2002)
- Sex & the Single Mom, regia di Don McBrearty (2003)
- Footsteps - I passi dell'assassino (Footsteps), regia di John Badham (2003)
- The Straitjacket Lottery, regia di Doug Karr (2004)
- The Riverman, regia di Bill Eagles (2004)
- Stone Cold - Caccia al serial killer (Stone Cold), regia di Robert Harmon (2005)
- Pretty Dead Flowers, regia di Justin Liberman (2006)
- Proof of Lies, regia di Peter Svatek (2006)
- The Last Kiss, regia di Tony Goldwyn (2006)
- Mein Traum von Afrika, regia di Thomas Jacob (2007)
- Disegno di un omicidio (Blind Trust), regia di Louis Bolduc (2007)
- Swamp Devil, regia di David Winning (2008)
- Una canzone per Natale (The Christmas Choir), regia di Peter Svatek (2008)
- My Claudia, regia di Lindsay Owen Pierre e Gianpaolo Venuta (2009)
- High Plains Invaders, regia di Kristoffer Tabori (2009)
- The Shrine, regia di Jon Knautz (2010)
- Charlie Zone, regia di Michael Melski (2011)
- The Factory - Lotta contro il tempo (The Factory), regia di Morgan O'Neill (2012)

### Televisione
- Street Cents – serie TV (1989)
- Lexx – serie TV, episodi 2x13-4x11 (1999-2001)
- A Guy and a Girl – serie TV (2002)
- Doppia vita, doppia morte (Live Once, Die Twice), regia di Stefan Pleszczynski – film TV (2006)
- October 1970 – miniserie TV (2006)
- Rumours – serie TV, 8 episodi (2006-2007)
- Supernatural – serie TV, 11 episodi (2007-2011)
- Reaper - In missione per il Diavolo (Reaper) – serie TV, episodio 1x18 (2008)
- Durham County – serie TV, 5 episodi (2009)
- Being Human – serie TV, episodi 1x08-1x09 (2011)
- Degrassi: The Next Generation – serie TV, episodi 13x21-14x11 (2014-2015)
- The Listener – serie TV, episodio 5x05 (2014)
- Rogue – serie TV, 8 episodi (2015-2016)
- The Art of More – serie TV, 8 episodi (2015-2016)
- Rookie Blue – serie TV, episodi 6x01-6x02-6x05 (2015)
- Amore a sorpresa  (My Secret Valentine), regia di Bradley Walsh - film TV (2018)
- Private Eyes – serie TV, 60 episodi (2016-2021)
- Hudson & Rex - serie TV, episodio 1x11 (2019)
- The Bold Type - serie TV, episodi 5x01-5x02 (2021)
- Departure - serie TV, episodi 3x01-3x02, 3x04 (2022)

## Doppiatrici italiane
Nelle versioni in italiano dei suoi film, Cindy Sampson è stata doppiata da:
- Laura Lenghi in Disegno di un omicidio, Supernatural (st. 5-6)
- Emanuela D'Amico in Supernatural (st. 3)
- Francesca Fiorentini in Private Eyes
- Daniela Abbruzzese in Departure